# Oosterheem
Oosterheem is een woonwijk in de gemeente Zoetermeer in de Nederlandse provincie Zuid-Holland. Het is een zogenoemde Vinex-locatie. De wijk is kort na het jaar 2000 gebouwd in de Binnenwegsche polder, een droogmakerij die rond het jaar 1700 ontstond. Volgens gegevens van de gemeente Zoetermeer telde Oosterheem op 6 augustus 2021 23290 inwoners. 
In december 2005 werd het woningaantal van 4000 bereikt en op 1 januari 2009 waren het er 6099. Verdeeld over zeven bouwjaren werden ongeveer 8500 woningen gebouwd.
Via het Oosterheemtracé, een aftakking bij station Seghwaert, is de wijk aangesloten op RandstadRail 4.

## Geschiedenis
Mede door de bouw van Oosterheem is Zoetermeer qua inwonertal de derde gemeente van Zuid-Holland geworden. Met 125.265 inwoners in 2021 blijft het ruim achter Rotterdam en Den Haag, maar net voor Leiden en Dordrecht.

### Vinex
In de Vierde nota ruimtelijke ordening extra (Vinex) van minister van Volkshuisvesting Ruimtelijke Ordening en Milieu Hans Alders werd in 1991 vastgelegd dat in de Haagse regio zo'n 45.000 nieuwe woningen gebouwd moesten worden. In de discussie hieraan voorafgaand had Zoetermeer geopteerd voor de bouw van zo'n 7.700 nieuwe woningen de nieuwe wijk Zoetermeer-Oost, een naam die later werd veranderd in Oosterheem. In eerste instantie liep de centrale overheid niet warm voor uitbreiding van Zoetermeer naar het oosten vanwege de aantasting van het Groene Hart. Vanwege de grote problemen met betrekking tot de volkshuisvesting in het Stadsgewest Haaglanden stemde de minister in met een haalbaarheidsstudie naar uitbreiding in oostelijke richting.
Bij deze haalbaarheidsstudie werd in eerste instantie uitgegaan van 3.000 tot maximaal 5.000 woningen. De gemeente Zoetermeer wilde echter een volwaardige wijk ontwikkelen met alle bijbehorende voorzieningen, waaronder hoogwaardig openbaar vervoer. Uiteindelijk werd in 1994 een akkoord gesloten tussen de verschillende overheden voor een plan met 8.500 woningen. Daarbij werden ook afspraken gemaakt over het doortrekken van de spoorlijn Leidschendam aansluiting - Zoetermeer.

### Vertragingen
De eerste vertraging in de ontwikkeling van Oosterheem werd veroorzaakt door de Hogesnelheidslijn-Zuid. Doordat het niet duidelijk was hoe het tracé precies zou gaan lopen, was het jarenlang onmogelijk om een goed stedenbouwkundig plan te ontwikkelen. In het najaar van 1999 kon de bouw van Oosterheem van start gaan. De rechtbank zette de bouw en voorbereidingen van nieuwe ontwikkelingen echter meteen weer stop wegens een ontbrekende Milieueffectrapportage (MER). De bouwvergunningen werden geschorst en de koopcontracten voor de huizen werden ontbonden, waarbij de kopers het recht kregen de huizen voor dezelfde prijs alsnog te kopen, mits de bouw voor 1 januari 2001 hervat kon worden. Het lukte de gemeente om de procedurefout tijdig te herstellen, waarna de bouw in december 2000 kon worden hervat.

## Voorzieningen
Van de vijftig basisscholen in Zoetermeer staan er in 2021 twaalf in Oosterheem. Winkelcentrum Oosterheem ligt centraal in de wijk op het Oosterheemplein. Behalve winkels zijn er een bibliotheek, een wijkpost, een kerkgebouw van de PKN en een gezondheidscentrum. Verder bevindt zich aan de rand van de wijk stadsboerderij De Weidemolen, die is geopend in 2009.

## Waterstelsel
Vanwege de lage ligging in de voormalige polder Oosterheem is er van een uitgebreid stelsel voor de afvoer van water. Het gebied wordt bemalen door gemalen in het noorden van het Heemkanaal naar het Bentwoud en in het oosten naar de rivier de Rotte. Het waterbeheer valt onder de verantwoordelijkheid van het Hoogheemraadschap van Schieland en de Krimpenerwaard. (HHSK)
Het waterstelsel bestaat voornamelijk uit hoofdwatergangen, slechts een bijzonder klein gedeelte van de wateren is gerubriceerd als overig water. Naast het Heemkanaal met een lengte van 1,9 kilometer en een variërende breedte van 30 tot 100 meter, bevinden zich in de woonwijk meerdere kleinere watergangen. De watergangen vormen als geheel een ronde met een lengte van circa 10,5 kilometer.  Door gebruikmaking van een duiker, op de drie locaties Hekendorpstraat / Hugo de Grootlaan en de Willem Dreeslaan, met een doorvaarthoogte van 3 decimeter in plaats van de standaard in Oosterheem toegepaste 10 decimeter, is deze ronde niet als zodanig bevaarbaar. 

### Varen in Oosterheem
Op de wateren in Oosterheem mag zonder beperking aan het type vaartuig worden gevaren met een maximumsnelheid van 6 km/u. Het het gebruik van brandstofmotoren is anno 2016 toegestaan.

## Hogedruk-CO2-leiding
Door de wijk Oosterheem loopt een van de oudste buisleidingen van Zuid-Holland. Tijdens de bepaling van het bestemmingsplan was de buis met water gevuld. Tijdens de bouw van de wijk heeft men deze pijpleiding in gebruik genomen voor transport en opslag van CO2 onder een druk van 22 bar. De Nederlandse Organisatie voor toegepast-natuurwetenschappelijk onderzoek (TNO) berekende in een risicoanalyse een veilige contour rond de leiding van 180 meter. Omdat deze berekening de uitbreiding van de wijk ernstig in de weg stond heeft het ministerie VROM een analysemodel van het Rijksinstituut voor Volksgezondheid en Milieu (RIVM) toegepast, dat uitkwam op een veilige afstand van vier meter tot de leiding.

## Buurten

Oosterheem-Zuidwest (rood) en Noordoost (roze) in de gemeente (grijs)

Voor statistische doelen verdeelt het CBS de wijk in twee buurten: Oosterheem-Zuidwest (code BU06370600) en Oosterheem-Noordoost (BU06370601). De gemeente Zoetermeer onderscheidt elf buurten:
- Buythen
- Tuindorp
- Rietvaart
- Parkeiland
- Oosterheem Centrum
- Waterzicht
- Heemburgh
- De Wadi
- De Hoven
- Het Veld
- De Waterrand